# Braćevci
Braćevci (izvirno srbsko Браћевци; bolgarsko Брачевци) je naselje v Srbiji, ki upravno spada pod Občino Dimitrovgrad; slednja pa je del Pirotskega upravnega okraja.

## Demografija
V naselju, katerega izvirno (srbsko-cirilično) ime je Браћевци, živi 12 polnoletnih prebivalcev, pri čemer je njihova povprečna starost 67,8 let (65,5 pri moških in 70,0 pri ženskah). Naselje ima 6 gospodinjstev, pri čemer je povprečno število članov na gospodinjstvo 1,83.
Prebivalstvo je večinoma nehomogeno, a v času zadnjih treh popisov je opazno zmanjšanje števila prebivalcev.
|  |

| Demografija | Demografija     | Demografija     |
| Leto        | Št. prebivalcev | Št. prebivalcev |
| ----------- | --------------- | --------------- |
|             |                 |                 |
|             |                 |                 |
|             |                 |                 |
|             |                 |                 |
| 1948        | 201             |                 |
| 1953        | 190             |                 |
| 1961        | 139             |                 |
| 1971        | 80              |                 |
| 1981        | 52              |                 |
| 1991        | 28              | 28              |
| 2002        | 11              | 12              |
|             |                 |                 |

| Etnična sestava po popisu iz leta 2002 | Etnična sestava po popisu iz leta 2002 | Etnična sestava po popisu iz leta 2002 | Etnična sestava po popisu iz leta 2002 | Etnična sestava po popisu iz leta 2002 |
| -------------------------------------- | -------------------------------------- | -------------------------------------- | -------------------------------------- | -------------------------------------- |
| Bolgari                                | Bolgari                                |                                        | 6                                      | 50,0%                                  |
| Srbi                                   | Srbi                                   |                                        | 5                                      | 41,66%                                 |
| Makedonci                              | Makedonci                              |                                        | 1                                      | 8,33%                                  |
| Neznano                                | Neznano                                |                                        | 0                                      | 0,0%                                   |